# Liste des groupes d'espace (3+1)D (orthorhombique)
Pour des raisons de taille, la liste des groupes d'espace (3+1)D de l'article groupe d'espace (4D) est scindée en quatre pages :
- liste des groupes d'espace (3+1)D (triclinique, monoclinique) ;
- liste des groupes d'espace (3+1)D (orthorhombique) ;
- liste des groupes d'espace (3+1)D (quadratique) ;
- liste des groupes d'espace (3+1)D (trigonal, hexagonal).

Cette page liste les groupes d'espace (3+1)D (orthorhombique).
| Système orthorhombique |                                                                 |       |                                                                 |       |                                                                |       |                                                             |       |                                                                    |
| 16.1                   | {\displaystyle P222\,(00\gamma )}                               | 16.2  | {\displaystyle P222\,(00\gamma )00s}                            | 16.3  | {\displaystyle P222\,(0{\frac {1}{2}}\gamma )}                 | 16.4  | {\displaystyle P222\,({\frac {1}{2}}{\frac {1}{2}}\gamma )} | 17.1  | {\displaystyle P222_{1}\,(00\gamma )}                              |
| 17.2                   | {\displaystyle P222_{1}\,(0{\frac {1}{2}}\gamma )}              | 17.3  | {\displaystyle P222_{1}\,({\frac {1}{2}}{\frac {1}{2}}\gamma )} | 17.4  | {\displaystyle P2_{1}22\,(00\gamma )}                          | 17.5  | {\displaystyle P2_{1}22\,(00\gamma )00s}                    | 17.6  | {\displaystyle P2_{1}22\,(0{\frac {1}{2}}\gamma )}                 |
| 18.1                   | {\displaystyle P2_{1}2_{1}2\,(00\gamma )}                       | 18.2  | {\displaystyle P2_{1}2_{1}2\,(00\gamma )00s}                    | 18.3  | {\displaystyle P2_{1}22_{1}\,(00\gamma )}                      | 18.4  | {\displaystyle P2_{1}22_{1}\,(0{\frac {1}{2}}\gamma )}      | 19.1  | {\displaystyle P2_{1}2_{1}2_{1}\,(00\gamma )}                      |
| 20.1                   | {\displaystyle C222_{1}\,(00\gamma )}                           | 20.2  | {\displaystyle C222_{1}\,(10\gamma )}                           | 20.3  | {\displaystyle A2_{1}22\,(00\gamma )}                          | 20.4  | {\displaystyle A2_{1}22\,(00\gamma )00s}                    | 21.1  | {\displaystyle C222\,(00\gamma )}                                  |
| 21.2                   | {\displaystyle C222\,(00\gamma )00s}                            | 21.3  | {\displaystyle C222\,(10\gamma )}                               | 21.4  | {\displaystyle C222\,(10\gamma )00s}                           | 21.5  | {\displaystyle A222\,(00\gamma )}                           | 21.6  | {\displaystyle A222\,(00\gamma )00s}                               |
| 21.7                   | {\displaystyle A222\,({\frac {1}{2}}0\gamma )}                  | 22.1  | {\displaystyle F222\,(00\gamma )}                               | 22.2  | {\displaystyle F222\,(00\gamma )00s}                           | 22.3  | {\displaystyle F222\,(10\gamma )}                           | 23.1  | {\displaystyle I222\,(00\gamma )}                                  |
| 23.2                   | {\displaystyle I222\,(00\gamma )00s}                            | 24.1  | {\displaystyle I2_{1}2_{1}2_{1}\,(00\gamma )}                   | 24.2  | {\displaystyle I2_{1}2_{1}2_{1}\,(00\gamma )00s}               | 25.1  | {\displaystyle Pmm2\,(00\gamma )}                           | 25.2  | {\displaystyle Pmm2\,(00\gamma )s0s}                               |
| 25.3                   | {\displaystyle Pmm2\,(00\gamma )ss0}                            | 25.4  | {\displaystyle Pmm2\,(0{\frac {1}{2}}\gamma )}                  | 25.5  | {\displaystyle Pmm2\,(0{\frac {1}{2}}\gamma )s0s}              | 25.6  | {\displaystyle Pmm2\,({\frac {1}{2}}{\frac {1}{2}}\gamma )} | 25.7  | {\displaystyle Pm2m\,(0{\frac {1}{2}}\gamma )}                     |
| 25.8                   | {\displaystyle Pm2m\,(0{\frac {1}{2}}\gamma )s00}               | 25.9  | {\displaystyle P2mm\,(00\gamma )}                               | 25.10 | {\displaystyle P2mm\,(00\gamma )0s0}                           | 25.11 | {\displaystyle P2mm\,(0{\frac {1}{2}}\gamma )}              | 25.12 | {\displaystyle P2mm\,({\frac {1}{2}}{\frac {1}{2}}\gamma )}        |
| 26.1                   | {\displaystyle Pmc2_{1}\,(00\gamma )}                           | 26.2  | {\displaystyle Pmc2_{1}\,(00\gamma )s0s}                        | 26.3  | {\displaystyle Pmc2_{1}\,(0{\frac {1}{2}}\gamma )}             | 26.4  | {\displaystyle Pmc2_{1}\,(0{\frac {1}{2}}\gamma )s0s}       | 26.5  | {\displaystyle Pcm2_{1}\,(0{\frac {1}{2}}\gamma )}                 |
| 26.6                   | {\displaystyle Pmc2_{1}\,({\frac {1}{2}}{\frac {1}{2}}\gamma )} | 26.7  | {\displaystyle P2_{1}am\,(00\gamma )}                           | 26.8  | {\displaystyle P2_{1}am\,(00\gamma )0s0}                       | 26.9  | {\displaystyle P2_{1}ma\,(00\gamma )}                       | 26.10 | {\displaystyle P2_{1}ma\,(00\gamma )0s0}                           |
| 26.11                  | {\displaystyle P2_{1}am\,(0{\frac {1}{2}}\gamma )}              | 26.11 | {\displaystyle P2_{1}ma\,(0{\frac {1}{2}}\gamma )}              | 27.1  | {\displaystyle Pcc2\,(00\gamma )}                              | 27.2  | {\displaystyle Pcc2\,(00\gamma )s0s}                        | 27.3  | {\displaystyle Pcc2\,(0{\frac {1}{2}}\gamma )}                     |
| 27.4                   | {\displaystyle Pcc2\,({\frac {1}{2}}{\frac {1}{2}}\gamma )}     | 27.5  | {\displaystyle P2aa\,(00\gamma )}                               | 27.6  | {\displaystyle P2aa\,(00\gamma )0s0}                           | 27.7  | {\displaystyle P2aa\,(0{\frac {1}{2}}\gamma )}              | 28.1  | {\displaystyle Pma2\,(00\gamma )}                                  |
| 28.2                   | {\displaystyle Pma2\,(00\gamma )s0s}                            | 28.3  | {\displaystyle Pma2\,(00\gamma )ss0}                            | 28.4  | {\displaystyle Pma2\,(00\gamma )0ss}                           | 28.5  | {\displaystyle Pma2\,(0{\frac {1}{2}}\gamma )}              | 28.6  | {\displaystyle Pma2\,(0{\frac {1}{2}}\gamma )s0s}                  |
| 28.7                   | {\displaystyle Pm2a\,(0{\frac {1}{2}}\gamma )}                  | 28.8  | {\displaystyle Pm2a\,(0{\frac {1}{2}}\gamma )s00}               | 28.9  | {\displaystyle Pc2m\,(0{\frac {1}{2}}\gamma )}                 | 28.10 | {\displaystyle P2cm\,(00\gamma )}                           | 28.11 | {\displaystyle P2mb\,(00\gamma )}                                  |
| 28.12                  | {\displaystyle P2mb\,(00\gamma )0s0}                            | 28.13 | {\displaystyle P2cm\,(0{\frac {1}{2}}\gamma )}                  | 28.14 | {\displaystyle P2cm\,({\frac {1}{2}}{\frac {1}{2}}\gamma )}    | 29.1  | {\displaystyle Pca2_{1}\,(00\gamma )}                       | 29.2  | {\displaystyle Pca2_{1}\,(00\gamma )0ss}                           |
| 29.3                   | {\displaystyle Pca2_{1}\,(0{\frac {1}{2}}\gamma )}              | 29.4  | {\displaystyle P2_{1}ca\,(00\gamma )}                           | 29.5  | {\displaystyle P2_{1}ab\,(00\gamma )}                          | 29.6  | {\displaystyle P2_{1}ab\,(00\gamma )0s0}                    | 29.7  | {\displaystyle P2_{1}ca\,(0{\frac {1}{2}}\gamma )}                 |
| 30.1                   | {\displaystyle Pcn2\,(00\gamma )}                               | 30.2  | {\displaystyle Pcn2\,(00\gamma )s0s}                            | 30.3  | {\displaystyle Pcn2\,(0{\frac {1}{2}}\gamma )}                 | 30.4  | {\displaystyle P2na\,(00\gamma )}                           | 30.5  | {\displaystyle P2an\,(00\gamma )}                                  |
| 30.6                   | {\displaystyle P2an\,(00\gamma )0s0}                            | 30.7  | {\displaystyle P2na\,(0{\frac {1}{2}}\gamma )}                  | 30.8  | {\displaystyle P2an\,({\frac {1}{2}}{\frac {1}{2}}\gamma )0q0} | 31.1  | {\displaystyle Pmn2_{1}\,(00\gamma )}                       | 31.2  | {\displaystyle Pmn2_{1}\,(00\gamma )s0s}                           |
| 31.3                   | {\displaystyle Pmn2_{1}\,(0{\frac {1}{2}}\gamma )}              | 31.4  | {\displaystyle Pmn2_{1}\,(0{\frac {1}{2}}\gamma )s0s}           | 31.5  | {\displaystyle P2_{1}nm\,(00\gamma )}                          | 31.6  | {\displaystyle P2_{1}mn\,(00\gamma )}                       | 31.7  | {\displaystyle P2_{1}mn\,(00\gamma )0s0}                           |
| 31.8                   | {\displaystyle P2_{1}nm\,(0{\frac {1}{2}}\gamma )}              | 32.1  | {\displaystyle Pba2\,(00\gamma )}                               | 32.2  | {\displaystyle Pba2\,(00\gamma )s0s}                           | 32.3  | {\displaystyle Pba2\,(00\gamma )ss0}                        | 32.4  | {\displaystyle Pba2\,({\frac {1}{2}}{\frac {1}{2}}\gamma )qq0}     |
| 32.5                   | {\displaystyle Pc2a\,(0{\frac {1}{2}}\gamma )}                  | 32.6  | {\displaystyle P2cb\,(00\gamma )}                               | 33.1  | {\displaystyle Pbn2_{1}\,(00\gamma )}                          | 33.2  | {\displaystyle Pbn2_{1}\,(00\gamma )s0s}                    | 33.3  | {\displaystyle Pbn2_{1}\,({\frac {1}{2}}{\frac {1}{2}}\gamma )qq0} |
| 33.4                   | {\displaystyle P2_{1}nb\,(00\gamma )}                           | 33.5  | {\displaystyle P2_{1}cn\,(00\gamma )}                           | 34.1  | {\displaystyle Pnn2\,(00\gamma )}                              | 34.2  | {\displaystyle Pnn2\,(00\gamma )s0s}                        | 34.3  | {\displaystyle Pnn2\,({\frac {1}{2}}{\frac {1}{2}}\gamma )qq0}     |
| 34.4                   | {\displaystyle P2nn\,(00\gamma )}                               | 34.5  | {\displaystyle Pnn2\,({\frac {1}{2}}{\frac {1}{2}}\gamma )0q0}  | 35.1  | {\displaystyle Cmm2\,(00\gamma )}                              | 35.2  | {\displaystyle Cmm2\,(00\gamma )s0s}                        | 35.3  | {\displaystyle Cmm2\,(00\gamma )ss0}                               |
| 35.4                   | {\displaystyle Cmm2\,(10\gamma )}                               | 35.5  | {\displaystyle Cmm2\,(10\gamma )s0s}                            | 35.6  | {\displaystyle Cmm2\,(10\gamma )ss0}                           | 35.7  | {\displaystyle A2mm\,(00\gamma )}                           | 35.8  | {\displaystyle A2mm\,(00\gamma )0s0}                               |
| 35.9                   | {\displaystyle A2mm\,({\frac {1}{2}}0\gamma )}                  | 35.10 | {\displaystyle A2mm\,({\frac {1}{2}}0\gamma )0s0}               | 36.1  | {\displaystyle Cmc2_{1}\,(00\gamma )}                          | 36.2  | {\displaystyle Cmc2_{1}\,(00\gamma )s0s}                    | 36.3  | {\displaystyle Cmc2_{1}\,(10\gamma )}                              |
| 36.4                   | {\displaystyle Cmc2_{1}\,(10\gamma )s0s}                        | 36.5  | {\displaystyle A2_{1}am\,(00\gamma )}                           | 36.6  | {\displaystyle A2_{1}am\,(00\gamma )0s0}                       | 36.7  | {\displaystyle A2_{1}ma\,(00\gamma )}                       | 36.8  | {\displaystyle A2_{1}ma\,(00\gamma )0s0}                           |
| 37.1                   | {\displaystyle Ccc2\,(00\gamma )}                               | 37.2  | {\displaystyle Ccc2\,(00\gamma )s0s}                            | 37.3  | {\displaystyle Ccc2\,(10\gamma )}                              | 37.4  | {\displaystyle Ccc2\,(10\gamma )s0s}                        | 37.5  | {\displaystyle A2aa\,(00\gamma )}                                  |
| 37.6                   | {\displaystyle A2aa\,(00\gamma )0s0}                            | 38.1  | {\displaystyle C2mm\,(00\gamma )}                               | 38.2  | {\displaystyle C2mm\,(00\gamma )0s0}                           | 38.3  | {\displaystyle C2mm\,(10\gamma )}                           | 38.4  | {\displaystyle C2mm\,(10\gamma )0s0}                               |
| 38.5                   | {\displaystyle Amm2\,(00\gamma )}                               | 38.6  | {\displaystyle Amm2\,(00\gamma )s0s}                            | 38.7  | {\displaystyle Amm2\,(00\gamma )ss0}                           | 38.8  | {\displaystyle Amm2\,(00\gamma )0ss}                        | 38.9  | {\displaystyle Amm2\,({\frac {1}{2}}0\gamma )}                     |
| 38.10                  | {\displaystyle Amm2\,({\frac {1}{2}}0\gamma )0ss}               | 38.11 | {\displaystyle Am2m\,(00\gamma )}                               | 38.12 | {\displaystyle Am2m\,(00\gamma )s00}                           | 38.13 | {\displaystyle Am2m\,({\frac {1}{2}}0\gamma )}              | 39.1  | {\displaystyle C2me\,(00\gamma )}                                  |
| 39.2                   | {\displaystyle C2me\,(00\gamma )0s0}                            | 39.3  | {\displaystyle C2me\,(10\gamma )}                               | 39.4  | {\displaystyle C2me\,(10\gamma )0s0}                           | 39.5  | {\displaystyle Aem2\,(00\gamma )}                           | 39.6  | {\displaystyle Aem2\,(00\gamma )s0s}                               |
| 39.7                   | {\displaystyle Aem2\,(00\gamma )ss0}                            | 39.8  | {\displaystyle Aem2\,(00\gamma )0ss}                            | 39.9  | {\displaystyle Aem2\,({\frac {1}{2}}0\gamma )}                 | 39.10 | {\displaystyle Aem2\,({\frac {1}{2}}0\gamma )0ss}           | 39.11 | {\displaystyle Ae2m\,(00\gamma )}                                  |
| 39.12                  | {\displaystyle Ae2m\,(00\gamma )s00}                            | 39.13 | {\displaystyle Ae2m\,({\frac {1}{2}}0\gamma )}                  | 40.1  | {\displaystyle C2cm\,(00\gamma )}                              | 40.2  | {\displaystyle C2cm\,(10\gamma )}                           | 40.3  | {\displaystyle Ama2\,(00\gamma )}                                  |
| 40.4                   | {\displaystyle Ama2\,(00\gamma )s0s}                            | 40.5  | {\displaystyle Ama2\,(00\gamma )ss0}                            | 40.6  | {\displaystyle Ama2\,(00\gamma )0ss}                           | 40.7  | {\displaystyle Am2a\,(00\gamma )}                           | 40.8  | {\displaystyle Am2a\,(00\gamma )s00}                               |
| 41.1                   | {\displaystyle C2ce\,(00\gamma )}                               | 41.2  | {\displaystyle C2ce\,(10\gamma )}                               | 41.3  | {\displaystyle Aea2\,(00\gamma )}                              | 41.4  | {\displaystyle Aea2\,(00\gamma )s0s}                        | 41.5  | {\displaystyle Aea2\,(00\gamma )ss0}                               |
| 41.6                   | {\displaystyle Aea2\,(00\gamma )0ss}                            | 41.7  | {\displaystyle Ae2a\,(00\gamma )}                               | 41.8  | {\displaystyle Ae2a\,(00\gamma )s00}                           | 42.1  | {\displaystyle Fmm2\,(00\gamma )}                           | 42.2  | {\displaystyle Fmm2\,(00\gamma )s0s}                               |
| 42.3                   | {\displaystyle Fmm2\,(00\gamma )ss0}                            | 42.4  | {\displaystyle Fmm2\,(10\gamma )}                               | 42.5  | {\displaystyle Fmm2\,(10\gamma )s0s}                           | 42.6  | {\displaystyle Fmm2\,(10\gamma )ss0}                        | 42.7  | {\displaystyle F2mm\,(00\gamma )}                                  |
| 42.8                   | {\displaystyle F2mm\,(00\gamma )0s0}                            | 42.9  | {\displaystyle F2mm\,(10\gamma )}                               | 42.10 | {\displaystyle F2mm\,(10\gamma )0s0}                           | 43.1  | {\displaystyle Fdd2\,(00\gamma )}                           | 43.2  | {\displaystyle Fdd2\,(00\gamma )s0s}                               |
| 43.3                   | {\displaystyle F2dd\,(00\gamma )}                               | 44.1  | {\displaystyle Imm2\,(00\gamma )}                               | 44.2  | {\displaystyle Imm2\,(00\gamma )s0s}                           | 44.3  | {\displaystyle Imm2\,(00\gamma )ss0}                        | 44.4  | {\displaystyle I2mm\,(00\gamma )}                                  |
| 44.5                   | {\displaystyle I2mm\,(00\gamma )0s0}                            | 45.1  | {\displaystyle Iba2\,(00\gamma )}                               | 45.2  | {\displaystyle Iba2\,(00\gamma )s0s}                           | 45.3  | {\displaystyle Iba2\,(00\gamma )ss0}                        | 45.4  | {\displaystyle I2cb\,(00\gamma )}                                  |
| 45.5                   | {\displaystyle I2cb\,(00\gamma )0s0}                            | 46.1  | {\displaystyle Ima2\,(00\gamma )}                               | 46.2  | {\displaystyle Ima2\,(00\gamma )s0s}                           | 46.3  | {\displaystyle Ima2\,(00\gamma )ss0}                        | 46.4  | {\displaystyle Ima2\,(00\gamma )0ss}                               |
| 46.5                   | {\displaystyle I2mb\,(00\gamma )}                               | 46.6  | {\displaystyle I2mb\,(00\gamma )0s0}                            | 46.7  | {\displaystyle I2cm\,(00\gamma )}                              | 46.8  | {\displaystyle I2cm\,(00\gamma )0s0}                        | 47.1  | {\displaystyle Pmmm\,(00\gamma )}                                  |
| 47.2                   | {\displaystyle Pmmm\,(00\gamma )s00}                            | 47.3  | {\displaystyle Pmmm\,(00\gamma )ss0}                            | 47.4  | {\displaystyle Pmmm\,(0{\frac {1}{2}}\gamma )}                 | 47.5  | {\displaystyle Pmmm\,(0{\frac {1}{2}}\gamma )s00}           | 47.6  | {\displaystyle Pmmm\,({\frac {1}{2}}{\frac {1}{2}}\gamma )}        |
| 48.1                   | {\displaystyle Pnnn\,(00\gamma )}                               | 48.2  | {\displaystyle Pnnn\,(00\gamma )s00}                            | 48.3  | {\displaystyle Pnnn\,({\frac {1}{2}}{\frac {1}{2}}\gamma )qq0} | 49.1  | {\displaystyle Pccm\,(00\gamma )}                           | 49.2  | {\displaystyle Pccm\,(00\gamma )s00}                               |
| 49.3                   | {\displaystyle Pmaa\,(00\gamma )}                               | 49.4  | {\displaystyle Pmaa\,(00\gamma )s00}                            | 49.5  | {\displaystyle Pmaa\,(00\gamma )ss0}                           | 49.6  | {\displaystyle Pmaa\,(00\gamma )0s0}                        | 49.7  | {\displaystyle Pccm\,(0{\frac {1}{2}}\gamma )}                     |
| 49.8                   | {\displaystyle Pmaa\,(0{\frac {1}{2}}\gamma )}                  | 49.9  | {\displaystyle Pmaa\,(0{\frac {1}{2}}\gamma )s00}               | 49.10 | {\displaystyle Pccm\,({\frac {1}{2}}{\frac {1}{2}}\gamma )}    | 50.1  | {\displaystyle Pban\,(00\gamma )}                           | 50.2  | {\displaystyle Pban\,(00\gamma )s00}                               |
| 50.3                   | {\displaystyle Pban\,(00\gamma )ss0}                            | 50.4  | {\displaystyle Pcna\,(00\gamma )}                               | 50.5  | {\displaystyle Pcna\,(00\gamma )s00}                           | 50.6  | {\displaystyle Pcna\,(0{\frac {1}{2}}\gamma )}              | 50.7  | {\displaystyle Pban\,({\frac {1}{2}}{\frac {1}{2}}\gamma )qq0}     |
| 51.1                   | {\displaystyle Pmma\,(00\gamma )}                               | 51.2  | {\displaystyle Pmma\,(00\gamma )s00}                            | 51.3  | {\displaystyle Pmma\,(00\gamma )ss0}                           | 51.4  | {\displaystyle Pmma\,(00\gamma )0s0}                        | 51.5  | {\displaystyle Pmam\,(00\gamma )}                                  |
| 51.6                   | {\displaystyle Pmam\,(00\gamma )s00}                            | 51.7  | {\displaystyle Pmam\,(00\gamma )ss0}                            | 51.8  | {\displaystyle Pmam\,(00\gamma )0s0}                           | 51.9  | {\displaystyle Pmcm\,(00\gamma )}                           | 51.10 | {\displaystyle Pmcm\,(00\gamma )s00}                               |
| 51.11                  | {\displaystyle Pmma\,(0{\frac {1}{2}}\gamma )}                  | 51.12 | {\displaystyle Pmma\,(0{\frac {1}{2}}\gamma )s00}               | 51.13 | {\displaystyle Pmam\,(0{\frac {1}{2}}\gamma )}                 | 51.14 | {\displaystyle Pmam\,(0{\frac {1}{2}}\gamma )s00}           | 51.15 | {\displaystyle Pmcm\,(0{\frac {1}{2}}\gamma )}                     |
| 51.16                  | {\displaystyle Pmcm\,(0{\frac {1}{2}}\gamma )s00}               | 51.17 | {\displaystyle Pcmm\,(0{\frac {1}{2}}\gamma )}                  | 51.18 | {\displaystyle Pcmm\,({\frac {1}{2}}{\frac {1}{2}}\gamma )}    | 52.1  | {\displaystyle Pnna\,(00\gamma )}                           | 52.2  | {\displaystyle Pnna\,(00\gamma )s00}                               |
| 52.3                   | {\displaystyle Pbnn\,(00\gamma )}                               | 52.4  | {\displaystyle Pbnn\,(00\gamma )s00}                            | 52.5  | {\displaystyle Pcnn\,(00\gamma )}                              | 52.6  | {\displaystyle Pcnn\,(00\gamma )s00}                        | 52.7  | {\displaystyle Pbnn\,({\frac {1}{2}}{\frac {1}{2}}\gamma )qq0}     |
| 53.1                   | {\displaystyle Pmna\,(00\gamma )}                               | 53.2  | {\displaystyle Pmna\,(00\gamma )s00}                            | 53.3  | {\displaystyle Pcnm\,(00\gamma )}                              | 53.4  | {\displaystyle Pcnm\,(00\gamma )s00}                        | 53.5  | {\displaystyle Pbmn\,(00\gamma )}                                  |
| 53.6                   | {\displaystyle Pbmn\,(00\gamma )s00}                            | 53.7  | {\displaystyle Pbmn\,(00\gamma )ss0}                            | 53.8  | {\displaystyle Pbmn\,(00\gamma )0s0}                           | 53.9  | {\displaystyle Pmna\,(0{\frac {1}{2}}\gamma )}              | 53.10 | {\displaystyle Pmna\,(0{\frac {1}{2}}\gamma )s00}                  |
| 53.11                  | {\displaystyle Pcnm\,(0{\frac {1}{2}}\gamma )}                  | 54.1  | {\displaystyle Pcca\,(00\gamma )}                               | 54.2  | {\displaystyle Pcca\,(00\gamma )s00}                           | 54.3  | {\displaystyle Pcaa\,(00\gamma )}                           | 54.4  | {\displaystyle Pcaa\,(00\gamma )0s0}                               |
| 54.5                   | {\displaystyle Pbab\,(00\gamma )}                               | 54.6  | {\displaystyle Pbab\,(00\gamma )s00}                            | 54.7  | {\displaystyle Pbab\,(00\gamma )ss0}                           | 54.8  | {\displaystyle Pbab\,(00\gamma )0s0}                        | 54.9  | {\displaystyle Pcca\,(0{\frac {1}{2}}\gamma )}                     |
| 54.10                  | {\displaystyle Pcaa\,(0{\frac {1}{2}}\gamma )}                  | 55.1  | {\displaystyle Pbam\,(00\gamma )}                               | 55.2  | {\displaystyle Pbam\,(00\gamma )s00}                           | 55.3  | {\displaystyle Pbam\,(00\gamma )ss0}                        | 55.4  | {\displaystyle Pcma\,(00\gamma )}                                  |
| 55.5                   | {\displaystyle Pcma\,(00\gamma )0s0}                            | 55.6  | {\displaystyle Pcma\,(0{\frac {1}{2}}\gamma )}                  | 56.1  | {\displaystyle Pccn\,(00\gamma )}                              | 56.2  | {\displaystyle Pccn\,(00\gamma )s00}                        | 56.3  | {\displaystyle Pnbn\,(00\gamma )}                                  |
| 56.4                   | {\displaystyle Pnbn\,(00\gamma )s00}                            | 57.1  | {\displaystyle Pcam\,(00\gamma )}                               | 57.2  | {\displaystyle Pcam\,(00\gamma )0s0}                           | 57.3  | {\displaystyle Pmca\,(00\gamma )}                           | 57.4  | {\displaystyle Pmca\,(00\gamma )s00}                               |
| 57.5                   | {\displaystyle Pbma\,(00\gamma )}                               | 57.6  | {\displaystyle Pbma\,(00\gamma )s00}                            | 57.7  | {\displaystyle Pbma\,(00\gamma )ss0}                           | 57.8  | {\displaystyle Pbma\,(00\gamma )0s0}                        | 57.9  | {\displaystyle Pcam\,(0{\frac {1}{2}}\gamma )}                     |
| 57.10                  | {\displaystyle Pmca\,(0{\frac {1}{2}}\gamma )}                  | 57.11 | {\displaystyle Pmca\,(0{\frac {1}{2}}\gamma )s00}               | 58.1  | {\displaystyle Pnnm\,(00\gamma )}                              | 58.2  | {\displaystyle Pnnm\,(00\gamma )s00}                        | 58.3  | {\displaystyle Pmnn\,(00\gamma )}                                  |
| 58.4                   | {\displaystyle Pmnn\,(00\gamma )s00}                            | 59.1  | {\displaystyle Pmmn\,(00\gamma )}                               | 59.2  | {\displaystyle Pmmn\,(00\gamma )s00}                           | 59.3  | {\displaystyle Pmmn\,(00\gamma )ss0}                        | 59.4  | {\displaystyle Pmnm\,(00\gamma )}                                  |
| 59.5                   | {\displaystyle Pmnm\,(00\gamma )s00}                            | 59.6  | {\displaystyle Pmnm\,(0{\frac {1}{2}}\gamma )}                  | 59.7  | {\displaystyle Pmnm\,(0{\frac {1}{2}}\gamma )s00}              | 60.1  | {\displaystyle Pbcn\,(00\gamma )}                           | 60.2  | {\displaystyle Pbcn\,(00\gamma )s00}                               |
| 60.3                   | {\displaystyle Pnca\,(00\gamma )}                               | 60.4  | {\displaystyle Pnca\,(00\gamma )s00}                            | 60.5  | {\displaystyle Pbna\,(00\gamma )}                              | 60.6  | {\displaystyle Pbna\,(00\gamma )s00}                        | 61.1  | {\displaystyle Pbca\,(00\gamma )}                                  |
| 61.2                   | {\displaystyle Pbca\,(00\gamma )s00}                            | 62.1  | {\displaystyle Pnma\,(00\gamma )}                               | 62.2  | {\displaystyle Pnma\,(00\gamma )0s0}                           | 62.3  | {\displaystyle Pbnm\,(00\gamma )}                           | 62.4  | {\displaystyle Pbnm\,(00\gamma )s00}                               |
| 62.5                   | {\displaystyle Pmcn\,(00\gamma )}                               | 62.6  | {\displaystyle Pmcn\,(00\gamma )s00}                            | 63.1  | {\displaystyle Cmcm\,(00\gamma )}                              | 63.2  | {\displaystyle Cmcm\,(00\gamma )s00}                        | 63.3  | {\displaystyle Cmcm\,(10\gamma )}                                  |
| 63.4                   | {\displaystyle Cmcm\,(10\gamma )s00}                            | 63.5  | {\displaystyle Amam\,(00\gamma )}                               | 63.6  | {\displaystyle Amam\,(00\gamma )s00}                           | 63.7  | {\displaystyle Amam\,(00\gamma )ss0}                        | 63.8  | {\displaystyle Amam\,(00\gamma )0s0}                               |
| 63.9                   | {\displaystyle Amma\,(00\gamma )}                               | 63.10 | {\displaystyle Amma\,(00\gamma )s00}                            | 63.11 | {\displaystyle Amma\,(00\gamma )ss0}                           | 63.12 | {\displaystyle Amma\,(00\gamma )0s0}                        | 64.1  | {\displaystyle Cmce\,(00\gamma )}                                  |
| 64.2                   | {\displaystyle Cmce\,(00\gamma )s00}                            | 64.3  | {\displaystyle Cmce\,(10\gamma )}                               | 64.4  | {\displaystyle Cmce\,(10\gamma )s00}                           | 64.5  | {\displaystyle Aema\,(00\gamma )}                           | 64.6  | {\displaystyle Aema\,(00\gamma )s00}                               |
| 64.7                   | {\displaystyle Aema\,(00\gamma )ss0}                            | 64.8  | {\displaystyle Aema\,(00\gamma )0s0}                            | 64.9  | {\displaystyle Aeam\,(00\gamma )}                              | 64.10 | {\displaystyle Aeam\,(00\gamma )s00}                        | 64.11 | {\displaystyle Aeam\,(00\gamma )ss0}                               |
| 64.12                  | {\displaystyle Aeam\,(00\gamma )0s0}                            | 65.1  | {\displaystyle Cmmm\,(00\gamma )}                               | 65.2  | {\displaystyle Cmmm\,(00\gamma )s00}                           | 65.3  | {\displaystyle Cmmm\,(00\gamma )ss0}                        | 65.4  | {\displaystyle Cmmm\,(10\gamma )}                                  |
| 65.5                   | {\displaystyle Cmmm\,(10\gamma )s00}                            | 65.6  | {\displaystyle Cmmm\,(10\gamma )ss0}                            | 65.7  | {\displaystyle Ammm\,(00\gamma )}                              | 65.8  | {\displaystyle Ammm\,(00\gamma )s00}                        | 65.9  | {\displaystyle Ammm\,(00\gamma )ss0}                               |
| 65.10                  | {\displaystyle Ammm\,(00\gamma )0s0}                            | 65.11 | {\displaystyle Ammm\,({\frac {1}{2}}0\gamma )}                  | 65.12 | {\displaystyle Ammm\,({\frac {1}{2}}0\gamma )0s0}              | 66.1  | {\displaystyle Cccm\,(00\gamma )}                           | 66.2  | {\displaystyle Cccm\,(00\gamma )s00}                               |
| 66.3                   | {\displaystyle Cccm\,(10\gamma )}                               | 66.4  | {\displaystyle Cccm\,(10\gamma )s00}                            | 66.5  | {\displaystyle Amaa\,(00\gamma )}                              | 66.6  | {\displaystyle Amaa\,(00\gamma )s00}                        | 66.7  | {\displaystyle Amaa\,(00\gamma )ss0}                               |
| 66.8                   | {\displaystyle Amaa\,(00\gamma )0s0}                            | 67.1  | {\displaystyle Cmme\,(00\gamma )}                               | 67.2  | {\displaystyle Cmme\,(00\gamma )s00}                           | 67.3  | {\displaystyle Cmme\,(00\gamma )ss0}                        | 67.4  | {\displaystyle Cmme\,(10\gamma )}                                  |
| 67.5                   | {\displaystyle Cmme\,(10\gamma )s00}                            | 67.6  | {\displaystyle Cmme\,(10\gamma )ss0}                            | 67.7  | {\displaystyle Aemm\,(00\gamma )}                              | 67.8  | {\displaystyle Aemm\,(00\gamma )s00}                        | 67.9  | {\displaystyle Aemm\,(00\gamma )ss0}                               |
| 67.10                  | {\displaystyle Aemm\,(00\gamma )0s0}                            | 67.11 | {\displaystyle Aemm\,({\frac {1}{2}}0\gamma )}                  | 67.12 | {\displaystyle Aemm\,({\frac {1}{2}}0\gamma )0s0}              | 68.1  | {\displaystyle Ccce\,(00\gamma )}                           | 68.2  | {\displaystyle Ccce\,(00\gamma )s00}                               |
| 68.3                   | {\displaystyle Ccce\,(10\gamma )}                               | 68.4  | {\displaystyle Ccce\,(10\gamma )s00}                            | 68.5  | {\displaystyle Aeaa\,(00\gamma )}                              | 68.6  | {\displaystyle Aeaa\,(00\gamma )s00}                        | 68.7  | {\displaystyle Aeaa\,(00\gamma )ss0}                               |
| 68.8                   | {\displaystyle Aeaa\,(00\gamma )0s0}                            | 69.1  | {\displaystyle Fmmm\,(00\gamma )}                               | 69.2  | {\displaystyle Fmmm\,(00\gamma )s00}                           | 69.3  | {\displaystyle Fmmm\,(00\gamma )ss0}                        | 69.4  | {\displaystyle Fmmm\,(10\gamma )}                                  |
| 69.5                   | {\displaystyle Fmmm\,(10\gamma )s00}                            | 69.6  | {\displaystyle Fmmm\,(10\gamma )ss0}                            | 70.1  | {\displaystyle Fddd\,(00\gamma )}                              | 70.2  | {\displaystyle Fddd\,(00\gamma )s00}                        | 71.1  | {\displaystyle Immm\,(00\gamma )}                                  |
| 71.2                   | {\displaystyle Immm\,(00\gamma )s00}                            | 71.3  | {\displaystyle Immm\,(00\gamma )ss0}                            | 72.1  | {\displaystyle Ibam\,(00\gamma )}                              | 72.2  | {\displaystyle Ibam\,(00\gamma )s00}                        | 72.3  | {\displaystyle Ibam\,(00\gamma )ss0}                               |
| 72.4                   | {\displaystyle Imcb\,(00\gamma )}                               | 72.5  | {\displaystyle Imcb\,(00\gamma )s00}                            | 72.6  | {\displaystyle Imcb\,(00\gamma )ss0}                           | 72.7  | {\displaystyle Imcb\,(00\gamma )0s0}                        | 73.1  | {\displaystyle Ibca\,(00\gamma )}                                  |
| 73.2                   | {\displaystyle Ibca\,(00\gamma )s00}                            | 73.3  | {\displaystyle Ibca\,(00\gamma )ss0}                            | 74.1  | {\displaystyle Imma\,(00\gamma )}                              | 74.2  | {\displaystyle Imma\,(00\gamma )s00}                        | 74.3  | {\displaystyle Imma\,(00\gamma )ss0}                               |
| 74.4                   | {\displaystyle Icmm\,(00\gamma )}                               | 74.5  | {\displaystyle Icmm\,(00\gamma )s00}                            | 74.6  | {\displaystyle Icmm\,(00\gamma )ss0}                           | 74.7  | {\displaystyle Icmm\,(00\gamma )0s0}                        |       |                                                                    |